# Ozereanî, Tlumaci
Ozereanî (în ucraineană Озеряни) este o comună în raionul Tlumaci, regiunea Ivano-Frankivsk, Ucraina, formată numai din satul de reședință.

## Demografie
Componența lingvistică a comunei Ozereanî
     Ucraineană (99,84%)
     Alte limbi (0,16%)
Conform recensământului din 2001, majoritatea populației comunei Ozereanî era vorbitoare de ucraineană (99,84%), existând în minoritate și vorbitori de alte limbi.